# Bidaishe
Bidaishe (en francès i oficialment Bidache, en basc Bidaxune) és un municipi del Bearn, tot i que va formar part del territori de Baixa Navarra. Pertany administrativament al departament dels Pirineus Atlàntics (regió de la Nova Aquitània). Limita amb les comunes de Bardoze a l'oest, Oragarre i Arrueta-Sarrikota al sud, Akamarre a l'est i Hastingues (Landes) al nord.
Forma part del districte de Baiona, i és cap de cantó. És travessat pel riu Bidouze, afluent de l'Adur. Històricament el castell de Bidaishe va ser el centre de poder dels Gramont, un dels quals, Antoni I, es va proclamar príncep sobirà de Bidaishe en 1570, mantenint-se fins a la Revolució Francesa que el castell fou arrasat.

## Demografia
| Evolució de la població |      |      |      |      |      |      |      |      |
| 1793                    | 1800 | 1806 | 1821 | 1831 | 1836 | 1841 | 1846 | 1851 |
| -                       | -    | -    | -    | -    | -    | -    | -    | -    |

| 1856 | 1861 | 1866 | 1872 | 1876 | 1881 | 1886 | 1891 | 1896 |
| ---- | ---- | ---- | ---- | ---- | ---- | ---- | ---- | ---- |
| -    | -    | -    | -    | -    | -    | -    | -    | 2540 |

| 1901 | 1906 | 1911 | 1921 | 1926 | 1931 | 1936 | 1946 | 1954 |
| ---- | ---- | ---- | ---- | ---- | ---- | ---- | ---- | ---- |
| 2217 | -    | -    | -    | 1560 | -    | 1369 | -    | 1139 |

| 1962 | 1968 | 1975 | 1982 | 1990 | 1999 | 2006 | 2011 | 2016 |
| ---- | ---- | ---- | ---- | ---- | ---- | ---- | ---- | ---- |
| 1113 | 1067 | 1033 | 1015 | 1039 | 1066 | -    | -    | -    |

| 2019 | - | - | - | - | - | - | - | - |
| ---- | - | - | - | - | - | - | - | - |
| -    | - | - | - | - | - | - | - | - |

## Llocs d'interès
- El Castell de Bidaishe, construït en el segle xiii.